# Hertensteiner Programm

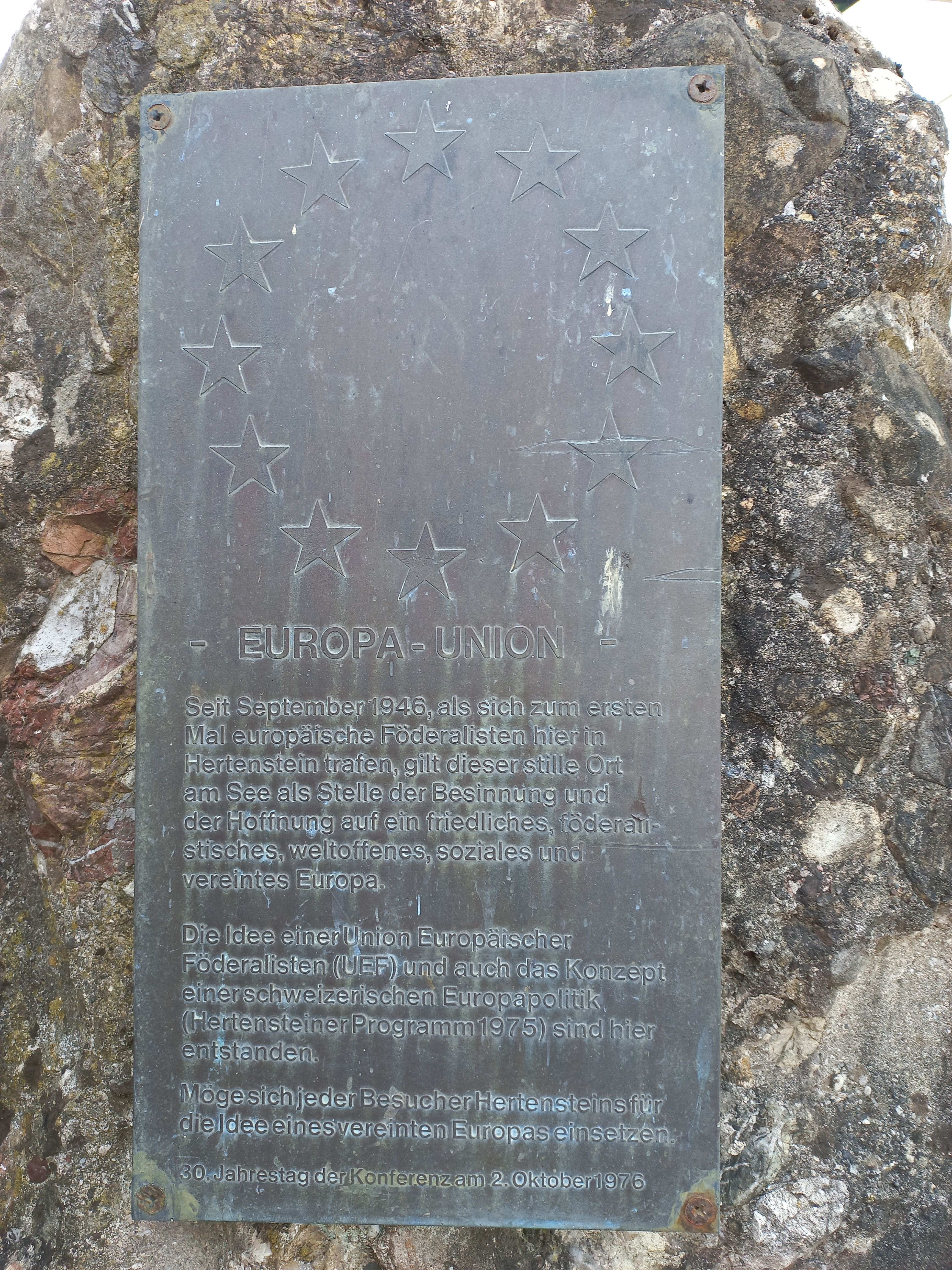
Gedenkstein in Hertenstein bei der Schiffsanlegestelle an die Verabschiedung des Hertensteiner Programms 1946

Das Hertensteiner Programm sind 12 Thesen, die vom 15. bis zum 19. September 1946 im schweizerischen Hertenstein auf einer Konferenz der Schweizer Europa-Union von 79 föderalistischen Vertretern aus vierzehn europäischen Ländern und den USA ausgearbeitet und am 21. September 1946 verabschiedet wurden.

## Inhalt
Im Hertensteiner Programm wurde dafür plädiert, eine europäische Föderation zu bilden, an welche die beteiligten Staaten einen Teil ihrer wirtschaftlichen, politischen und militärischen Souveränitätsrechte übertragen sollten. Die Föderation sollte sich als Europäische Union in die Organisation der Vereinten Nationen einfügen und eine regionale Körperschaft im Sinne des Artikels 52 der Charta der Vereinten Nationen bilden. Dadurch sollte garantiert werden, dass zwischenstaatliche Streitigkeiten gewaltfrei geschlichtet werden. Die Föderation sollte den geeigneten Rahmen dafür bilden, Europa wiederaufzubauen, zu demokratisieren und die Entwicklung auf wirtschaftlichem, technischen, sozialen und kulturellem Gebiet friedlich voranzutreiben.

## Die „12 Thesen“
1. Eine auf föderativer Grundlage errichtete, Europäische Gemeinschaft ist ein notwendiger und wesentlicher Bestandteil jeder wirklichen Weltunion.
2. Entsprechend den föderalistischen Grundsätzen, die den demokratischen Aufbau von unten nach oben verlangen, soll die europäische Völkergemeinschaft die Streitigkeiten, die zwischen ihren Mitgliedern entstehen könnten, selbst schlichten.
3. Die Europäische Union fügt sich in die Organisation der Vereinten Nationen ein und bildet eine regionale Körperschaft im Sinne des Artikels 52 der Charta.
4. Die Mitglieder der Europäischen Union übertragen einen Teil ihrer wirtschaftlichen, politischen und militärischen Souveränitätsrechte an die von ihnen gebildete Föderation.
5. Die Europäische Union steht allen Völker europäischer Wesensart, die ihre Grundsätze anerkennen, zum Beitritt offen.
6. Die Europäische Union setzt die Rechte und Pflichten ihrer Bürger in der Erklärung der Europäischen Bürgerrechte fest.
7. Diese Erklärung beruht auf der Achtung vor dem Menschen, in seiner Verantwortung gegenüber den verschiedenen Gemeinschaften, denen er angehört.
8. Die Europäische Union sorgt für den planmäßigen Wiederaufbau und für die wirtschaftliche, soziale und kulturelle Zusammenarbeit sowie dafür, dass der technische Fortschritt nur im Dienste der Menschheit verwendet wird.
9. Die Europäische Union richtet sich gegen niemand und verzichtet auf jede Machtpolitik, lehnt es aber auch ab, Werkzeug irgendeiner fremden Macht zu sein.
10. Im Rahmen der Europäischen Union sind regionale Unterverbände, die auf freier Übereinkunft beruhen, zulässig und sogar wünschenswert.
11. Nur die Europäische Union wird in der Lage sein, die Unversehrtheit des Gebietes und die Bewahrung der Eigenart aller ihrer Völker, größer oder kleiner, zu sichern.
12. Durch den Beweis, dass es seine Schicksalsfragen im Geiste des Föderalismus selbst lösen kann, soll Europa einen Beitrag zum Wiederaufbau und zu einem Weltbund der Völker leisten.

## Veröffentlichung und Bedeutung

Hertensteiner Kreuz

Die 12 Thesen wurden auf dem historischen Plateau des Rütlischwurs (1291) am 22. September als Deklaration der breiten Öffentlichkeit vorgestellt.
Das Hertensteiner Programm wurde zu einem von neun Grundsatzdokumenten für alle europäischen Gliederungen und Verbände der im Dezember 1946 in Paris gegründeten Union Europäischer Föderalisten (UEF), die eine föderative und demokratisch-rechtsstaatliche Vereinigung der europäischen Völker (Europäischer Bundesstaat) erstrebt. Es ist noch heute das Grundsatzprogramm der Europa-Union Deutschland (Satzung) und der Jungen Europäischen Föderalisten.